# Macchi M.41bis
Il Macchi M.41bis fu un idrocacciabombardiere biplano a scafo centrale sviluppato dall'azienda aeronautica italiana Aeronautica Macchi nei tardi anni venti.
Derivato direttamente dall'idrocaccia M.41 rimasto allo stadio di prototipo, dal quale si differenziava per l'adozione di un dispositivo per lo sgancio di bombe aeronautiche, venne utilizzato principalmente dalla Regia Aeronautica nelle missioni in coordinamento con la Regia Marina.

## Storia del progetto
Durante lo sviluppo dell'idrocaccia M.41 le autorità del Ministero dell'aeronautica espressero la necessità di dotare i reparti della Regia Aeronautica dotati di idrovolanti di modelli in grado di ricoprire più ruoli nei profili di missione per cui, esaminato il prototipo, richiesero che fosse modificato con l'adozione di un dispositivo per lo sgancio di bombe aeronautiche prima di emettere un ordine di fornitura.
In seguito venne integrato dagli M.71, un'evoluzione rinforzata dell'M.41, adatta per essere imbarcata sugli incrociatori leggeri della Classe Alberto di Giussano.

## Tecnica
Presentava una configurazione a scafo centrale con l'abitacolo di pilotaggio aperto dotato di un parabrezza situato sulla parte anteriore. Le ali avevano una configurazione biplana collegate tra loro da robusti montanti, con l'ala inferiore montata a sbalzo sullo scafo e dotata di due galleggianti equilibratori. Il motore, un Fiat A.20 12 cilindri a V da 420 CV (309 kW), era montato in configurazione spingente e collocato sui montanti centrali appena al disotto dell'ala superiore. La parte posteriore terminava in un piano di coda dall'impennaggio cruciforme monoderiva e dagli stabilizzatori controventati.

## Impiego operativo
Il primo dei quaranta esemplari costruiti non venne consegnato ai reparti della Regia Aeronautica prima del 1931 rimanendo in servizio fino al 1938.

## Utilizzatori
Italia
- Regia Marina
- Regia Aeronautica

 Spagna
- Ejército del Aire